# Гребен винт
Гребният винт е вид движител, работещ във водна среда, трансформиращ въртеливото движение в тяга. Състои се от лопатки, наричани лопуси, закрепени към главина, която е хваната неподвижно за вал, предаващ въртеливото движение от енергийната установка на кораба. Също както при въздушния винт, завъртането на гребния винт създава тяга в едната посока, изтласквайки водния съд в противоположната.
Съществуват винтове с различен брой лопуси (лопатки), използвани в практиката – обикновено от 2 до 7, като нискооборотните многолопусни се използват основно при задвижване на подводници и големотонажни кораби за увеличаване на ефективността и постигане ниски нива на шум на задвижването посредством намаляване на кавитацията.